# 트로페오 리카르도 사모라

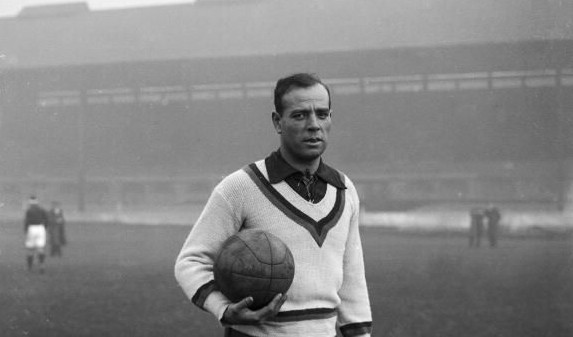
상의 명칭은 스페인 골키퍼 리카르도 사모라의 이름에서 땄다.

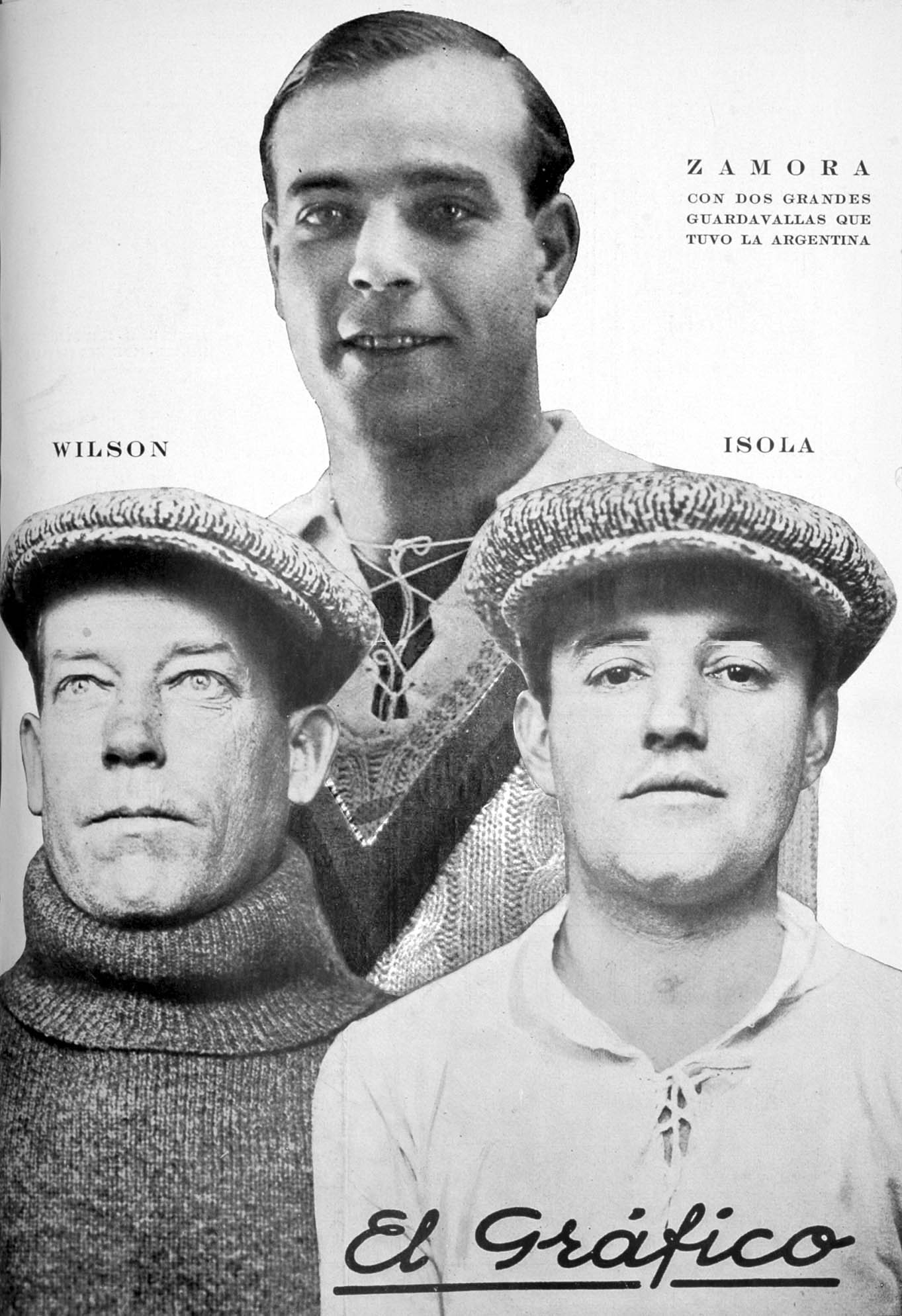
1926년 엘 그라피코 표지를 장식한 사모라와 두 명의 아르헨티나 골키퍼

트로페오 리카르도 사모라(스페인어: Trofeo Ricardo Zamora)는 스페인 정간지 마르카의 주간으로 1958부터 매년 수여되는 축구 상이다. 수상 대상자는 "경기당 실점률"이 가장 낮은 골키퍼에게 주어진다.
원년 수상자는 해당 시즌에 최소 15경기 출장해야 수상 자격을 얻을 수 있었다. 1964년 수상 대상이 될 수 있는 최소 출장 횟수가 22번으로 늘어났다. 1983년부터는 현재 규정인 최소 28경기 출전해야 후보가 될 수 있게 되었으며, 1경기 출전을 인정받으려면 최소 60분을 출전해야 된다.
상이 신설되기 전인 1958년에 수상했을 골키퍼의 목록이 공개되었다. 해당 시즌에 수상자가 될 수 있는 최소 출장 기준도 세웠다. 10개 구단이 경쟁하던 시절의 경우 최소 14번으로, 12개 구단이 경쟁하던 시절은 17번, 14개 구단이 경쟁하던 시절은 최소 20경기로 기준을 잡았다. 16개 구단이 경쟁하던 시절은 22번 출장을 최소 출전 기준으로 삼아 1964년부터 1983년까지의 기준을 놓고 선정했다.

## 규정
- 수상 후보가 되려면 최소 28경기는 출전해야 하며, 해당 시즌의 리그 경기만 산출 대상이다. 1경기 출장을 인정받으려면 각 경기를 최소 60분은 나서야 한다.
- 경기당 실점률이 최저인 골키퍼가 수상자로 선정되며, 0.01 단위로 반올림하여 산정된다. 실점은 해당 시즌에 출전한 리그 경기에서 기록한 실점 총 횟수를 출전 경기 횟수로 나누어 산정한다. (실점은 60분 미만 출전한 경기에서 범한 것도 산정 대상이 된다.)
- 복수의 골키퍼가 같은 경기당 실점률을 낸 경우 공동 수상자가 될 수 있다. 이 경우에는 각 골키퍼가 트로피를 가져갈 수 있다.
- 마르카는 한 차전이 끝날 때마다 통계표를 제공한다. 28차전이 끝나기 전에 리그가 종료되면 최다 경기에 출전한 골키퍼에게 상이 주어지며, 이들 중에 최저 경기당 실점률을 기록한 골키퍼에게 주어진다.

## 프리메라 디비시온

### 수상자 목록
| 시즌                                                       | 선수                      | 소속 구단           | 출장 횟수 | 실점 | 경기당 실점률 |
| ---------------------------------------------------------- | ------------------------- | ------------------- | --------- | ---- | ------------- |
| 1929                                                       | 리카르도 사모라           | 에스파뇰            | 15        | 24   | 1.60          |
| 1929–30                                                    | 그레고리오 블라스코       | 아틀레틱 빌바오     | 15        | 20   | 1.33          |
| 1930–31                                                    | 토마스 사라오난디아       | 아레나스 게초       | 14        | 27   | 1.92          |
| 1931–32                                                    | 리카르도 사모라           | 레알 마드리드       | 17        | 15   | 0.88          |
| 1932–33                                                    | 리카르도 사모라           | 레알 마드리드       | 18        | 17   | 0.94          |
| 1933–34                                                    | 그레고리오 블라스코       | 아틀레틱 빌바오     | 14        | 21   | 1.50          |
| 1934–35                                                    | 호아킨 우르키아가         | 베티스              | 21        | 19   | 0.90          |
| 1935–36                                                    | 그레고리오 블라스코       | 아틀레틱 빌바오     | 21        | 30   | 1.47          |
| 1936년에서 1939년까지는 스페인 내전으로 리그가 중단되었다. |                           |                     |           |      |               |
| 1939–40                                                    | 페르난도 타발레스         | 아틀레티코 마드리드 | 21        | 29   | 1.38          |
| 1940–41                                                    | 호세 마리아 에체바리아    | 아틀레틱 빌바오     | 18        | 21   | 1.16          |
| 1941–42                                                    | 후안 아쿠냐               | 데포르티보          | 26        | 37   | 1.42          |
| 1942–43                                                    | 후안 아쿠냐               | 데포르티보          | 25        | 31   | 1.24          |
| 1943–44                                                    | 이그나시오 에이사기레     | 발렌시아            | 26        | 32   | 1.23          |
| 1944–45                                                    | 이그나시오 에이사기레     | 발렌시아            | 22        | 28   | 1.27          |
| 1945–46                                                    | 호세 바뇬                 | 레알 마드리드       | 25        | 29   | 1.16          |
| 1946–47                                                    | 라이문도 레사마           | 아틀레틱 빌바오     | 23        | 29   | 1.26          |
| 1947–48                                                    | 후안 벨라스코             | 바르셀로나          | 26        | 31   | 1.19          |
| 1948–49                                                    | 마르셀 도밍고             | 아틀레티코 마드리드 | 24        | 28   | 1.16          |
| 1949–50                                                    | 후안 아쿠냐               | 데포르티보          | 22        | 29   | 1.31          |
| 1950–51                                                    | 후안 아쿠냐               | 데포르티보          | 26        | 36   | 1.38          |
| 1951–52                                                    | 안토니 라마예츠           | 바르셀로나          | 28        | 40   | 1.42          |
| 1952–53                                                    | 마르셀 도밍고             | 에스파뇰            | 27        | 34   | 1.25          |
| 1953–54                                                    | 후안 이그나시오 오테로    | 데포르티보          | 25        | 35   | 1.40          |
| 1954–55                                                    | 후안 알론소               | 레알 마드리드       | 24        | 24   | 1.00          |
| 1955–56                                                    | 안토니 라마예츠           | 바르셀로나          | 29        | 24   | 0.82          |
| 1956–57                                                    | 안토니 라마예츠           | 바르셀로나          | 29        | 35   | 1.20          |
| 1957–58                                                    | 그레고리오 베르헬         | 발렌시아            | 28        | 28   | 1.00          |
| 1958–59                                                    | 안토니 라마예츠           | 바르셀로나          | 28        | 23   | 0.82          |
| 1959–60                                                    | 안토니 라마예츠           | 바르셀로나          | 27        | 24   | 0.88          |
| 1960–61                                                    | 호세 비센테 트라인        | 레알 마드리드       | 30        | 25   | 0.83          |
| 1961–62                                                    | 호세 아라키스타인         | 레알 마드리드       | 25        | 19   | 0.76          |
| 1962–63                                                    | 호세 비센테 트라인        | 레알 마드리드       | 27        | 26   | 0.96          |
| 1963–64                                                    | 호세 비센테 트라인        | 레알 마드리드       | 15        | 10   | 0.66          |
| 1964–65                                                    | 안토니오 베탕코르트       | 레알 마드리드       | 24        | 15   | 0.62          |
| 1965–66                                                    | 호세 마누엘 페수도        | 바르셀로나          | 22        | 15   | 0.68          |
| 1966–67                                                    | 안토니오 베탕코르트       | 레알 마드리드       | 22        | 15   | 0.68          |
| 1967–68                                                    | 안드레스 훙케라           | 레알 마드리드       | 22        | 19   | 0.86          |
| 1968–69                                                    | 살바도르 사두르니         | 바르셀로나          | 30        | 18   | 0.60          |
| 1969–70                                                    | 호세 앙헬 이리바르        | 아틀레틱 빌바오     | 30        | 20   | 0.66          |
| 1970–71                                                    | 아벨라르도 곤살레스       | 발렌시아            | 30        | 19   | 0.63          |
| 1970–71                                                    | 로베르토 로드리게스       | 아틀레티코 마드리드 | 28        | 17   | 0.60          |
| 1971–72                                                    | 후안 안토니오 데우스토    | 말라가              | 28        | 17   | 0.60          |
| 1972–73                                                    | 마리아노 가르시아 레몬    | 레알 마드리드       | 27        | 20   | 0.74          |
| 1972–73                                                    | 미겔 레이나               | 바르셀로나          | 34        | 21   | 0.66          |
| 1973–74                                                    | 살바도르 사두르니         | 바르셀로나          | 30        | 22   | 0.73          |
| 1974–75                                                    | 살바도르 사두르니         | 바르셀로나          | 24        | 19   | 0.79          |
| 1974–75                                                    | 호르헤 달레산드로         | 살라망카            | 34        | 29   | 0.85          |
| 1975–76                                                    | 미겔 앙헬 곤살레스        | 레알 마드리드       | 32        | 23   | 0.71          |
| 1976–77                                                    | 미겔 레이나               | 아틀레티코 마드리드 | 30        | 29   | 0.96          |
| 1976–77                                                    | 호르헤 달레산드로         | 살라망카            | 31        | 30   | 0.97          |
| 1977–78                                                    | 페드로 마리아 아르톨라    | 바르셀로나          | 28        | 23   | 0.82          |
| 1978–79                                                    | 호세 루이스 만사네도      | 발렌시아            | 25        | 26   | 1.04          |
| 1979–80                                                    | 루이스 아르코나다         | 레알 소시에다드     | 34        | 20   | 0.59          |
| 1980–81                                                    | 루이스 아르코나다         | 레알 소시에다드     | 34        | 29   | 0.85          |
| 1981–82                                                    | 루이스 아르코나다         | 레알 소시에다드     | 34        | 33   | 0.97          |
| 1982–83                                                    | 아구스틴 로드리게스       | 레알 마드리드       | 29        | 22   | 0.75          |
| 1983–84                                                    | 하비에르 우루티코에체아   | 바르셀로나          | 33        | 26   | 0.78          |
| 1984–85                                                    | 후안 카를로스 아블라네도  | 스포르팅 히혼       | 33        | 22   | 0.66          |
| 1985–86                                                    | 후안 카를로스 아블라네도  | 스포르팅 히혼       | 34        | 27   | 0.79          |
| 1986–87                                                    | 안도니 수비사레타         | 바르셀로나          | 43        | 29   | 0.67          |
| 1987–88                                                    | 프란시스코 부요           | 레알 마드리드       | 35        | 23   | 0.65          |
| 1988–89                                                    | 호세 마누엘 오초토레나    | 발렌시아            | 37        | 25   | 0.67          |
| 1989–90                                                    | 후안 카를로스 아블라네도  | 스포르팅 히혼       | 31        | 25   | 0.80          |
| 1990–91                                                    | 아벨 레시노               | 아틀레티코 마드리드 | 33        | 17   | 0.51          |
| 1991–92                                                    | 프란시스코 부요           | 레알 마드리드       | 35        | 27   | 0.77          |
| 1992–93                                                    | 프란시스코 리아뇨         | 데포르티보          | 37        | 31   | 0.83          |
| 1992–93                                                    | 산티아고 카니사레스       | 셀타 비고           | 36        | 30   | 0.83          |
| 1993–94                                                    | 프란시스코 리아뇨         | 데포르티보          | 38        | 18   | 0.47          |
| 1994–95                                                    | 페드로 루이스             | 베티스              | 38        | 25   | 0.65          |
| 1995–96                                                    | 호세 프란시스코 몰리나    | 아틀레티코 마드리드 | 42        | 32   | 0.76          |
| 1996–97                                                    | 자크 송오                 | 데포르티보          | 37        | 28   | 0.76          |
| 1997–98                                                    | 토니 히메네스             | 에스파뇰            | 37        | 31   | 0.84          |
| 1998–99                                                    | 카를로스 로아             | 마요르카            | 35        | 29   | 0.83          |
| 1999–2000                                                  | 마르틴 에레라             | 알라베스            | 38        | 37   | 0.97          |
| 2000–01                                                    | 산티아고 카니사레스       | 발렌시아            | 37        | 34   | 0.92          |
| 2001–02                                                    | 산티아고 카니사레스       | 발렌시아            | 31        | 23   | 0.74          |
| 2002–03                                                    | 파블로 카바예로           | 셀타 비고           | 34        | 27   | 0.79          |
| 2003–04                                                    | 산티아고 카니사레스       | 발렌시아            | 37        | 25   | 0.68          |
| 2004–05                                                    | 빅토르 발데스             | 바르셀로나          | 35        | 25   | 0.71          |
| 2005–06                                                    | 호세 핀토                 | 셀타 비고           | 36        | 28   | 0.78          |
| 2006–07                                                    | 로베르토 아본단시에리     | 헤타페              | 37        | 30   | 0.81          |
| 2007–08                                                    | 이케르 카시야스           | 레알 마드리드       | 36        | 32   | 0.89          |
| 2008–09                                                    | 빅토르 발데스             | 바르셀로나          | 35        | 31   | 0.89          |
| 2009–10                                                    | 빅토르 발데스             | 바르셀로나          | 38        | 24   | 0.63          |
| 2010–11                                                    | 빅토르 발데스             | 바르셀로나          | 32        | 16   | 0.50          |
| 2011–12                                                    | 빅토르 발데스             | 바르셀로나          | 35        | 28   | 0.80          |
| 2012–13                                                    | 티보 쿠르투아             | 아틀레티코 마드리드 | 37        | 29   | 0.78          |
| 2013–14                                                    | 티보 쿠르투아             | 아틀레티코 마드리드 | 37        | 24   | 0.65          |
| 2014–15                                                    | 클라우디오 브라보         | 바르셀로나          | 37        | 19   | 0.51          |
| 2015–16                                                    | 얀 오블라크               | 아틀레티코 마드리드 | 38        | 18   | 0.47          |
| 2016–17                                                    | 얀 오블라크               | 아틀레티코 마드리드 | 29        | 21   | 0.72          |
| 2017–18                                                    | 얀 오블라크               | 아틀레티코 마드리드 | 37        | 22   | 0.59          |
| 2018–19                                                    | 얀 오블라크               | 아틀레티코 마드리드 | 37        | 27   | 0.73          |
| 2019–20                                                    | 티보 쿠르투아             | 레알 마드리드       | 34        | 20   | 0.59          |
| 2020–21                                                    | 얀 오블라크               | 아틀레티코 마드리드 | 37        | 25   | 0.66          |
| 2021–22                                                    | 야신 부누                 | 세비야              | 31        | 24   | 0.77          |
| 2022–23                                                    | 마르크-안드레 테어 슈테겐 | 바르셀로나          | 38        | 20   | 0.52          |
| 2023–24                                                    | 우나이 시몬               | 아틀레틱 빌바오     | 36        | 33   | 0.92          |

### 통계

#### 선수별

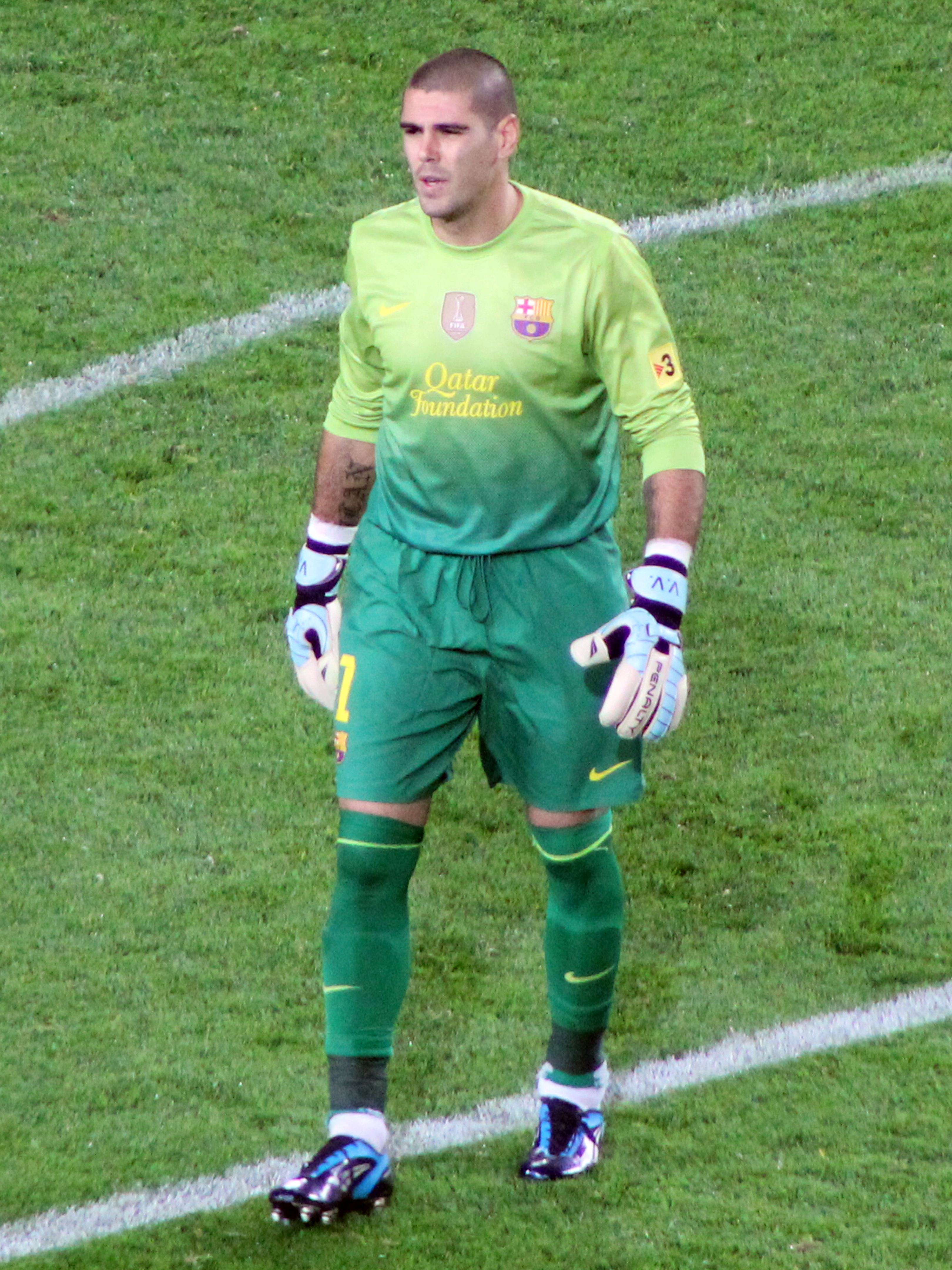
빅토르 발데스는 안토니 라마예츠, 얀 오블라크와 더불어 공동 최다 수상자로, 2009년부터 2012년까지 4시즌 연속으로 트로피를 받기도 했다.

| 선수                     | 수상 횟수 | 시즌                                        |
| ------------------------ | --------- | ------------------------------------------- |
| 안토니 라마예츠          | 5         | 1951–52, 1955–56, 1956–57, 1958–59, 1959–60 |
| 빅토르 발데스            | 5         | 2004–05, 2008–09, 2009–10, 2010–11, 2011–12 |
| 얀 오블라크              | 5         | 2015–16, 2016–17, 2017–18, 2018–19, 2020–21 |
| 후안 아쿠냐              | 4         | 1941–42, 1942–43, 1949–50, 1950–51          |
| 산티아고 카니사레스      | 4         | 1992–93, 2000–01, 2001–02, 2003–04          |
| 리카르도 사모라          | 3         | 1929, 1931–32, 1932–33                      |
| 그레고리오 블라스코      | 3         | 1929–30, 1933–34, 1935–36                   |
| 호세 비센테 트라인       | 3         | 1960–61, 1962–63, 1963–64                   |
| 살바도르 사두르니        | 3         | 1968–69, 1973–74, 1974–75                   |
| 루이스 아르코나다        | 3         | 1979–80, 1980–81, 1981–82                   |
| 후안 카를로스 아블라네도 | 3         | 1984–85, 1985–86, 1989–90                   |
| 티보 쿠르투아            | 3         | 2012–13, 2013–14, 2019–20                   |
| 이그나시오 에이사기레    | 2         | 1943–44, 1944–45                            |
| 마르셀 도밍고            | 2         | 1948–49, 1952–53                            |
| 안토니오 베탕코르트      | 2         | 1964–65, 1966–67                            |
| 호르헤 달레산드로        | 2         | 1974–75, 1976–77                            |
| 프란시스코 부요          | 2         | 1987–88, 1991–92                            |
| 미겔 레이나              | 2         | 1972–73, 1976–77                            |
| 프란시스코 리아뇨        | 2         | 1992–93, 1993–94                            |

#### 구단별
| 구단                | 선수 | 합계 |
| ------------------- | ---- | ---- |
| 바르셀로나          | 11   | 21   |
| 레알 마드리드       | 12   | 18   |
| 아틀레티코 마드리드 | 9    | 14   |
| 발렌시아            | 6    | 9    |
| 데포르티보          | 3    | 7    |
| 아틀레틱 빌바오     | 5    | 7    |
| 레알 소시에다드     | 1    | 3    |
| 스포르팅 히혼       | 1    | 3    |
| 셀타 비고           | 3    | 3    |
| 에스파뇰            | 3    | 3    |
| 살라망카            | 1    | 2    |
| 베티스              | 2    | 2    |
| 아레나스 게초       | 1    | 1    |
| 알라베스            | 1    | 1    |
| 헤타페              | 1    | 1    |
| 말라가              | 1    | 1    |
| 마요르카            | 1    | 1    |
| 세비야              | 1    | 1    |

#### 국적별
| 국가       | 선수 | 합계 |
| ---------- | ---- | ---- |
| 스페인     | 47   | 78   |
| 아르헨티나 | 5    | 6    |
| 슬로베니아 | 1    | 5    |
| 벨기에     | 1    | 3    |
| 프랑스     | 1    | 2    |
| 카메룬     | 1    | 1    |
| 칠레       | 1    | 1    |
| 모로코     | 1    | 1    |
| 독일       | 1    | 1    |

## 세군다 디비시온

### 수상자
| 시즌      | 선수 | 소속 구단       | 출장 횟수 | 실점 | 경기당 실점률 |
| --------- | --- | --------------- | --------- | ---- | ------------- |
| 1985–86   | 호아킨 페레르 | 무르시아        | 37        | 30   | 0.81          |
| 1986–87   | 하비에르 에체바리아 | 세스타오        | 43        | 27   | 0.62          |
| 1986–87   | 호세 안토니오 가야르도* | 말라가          | 18        | 13   | 0.92          |
| 1987–88   | 호아킨 페레르 | 피게레스        | 30        | 23   | 0.76          |
| 1988–89   | 에자키 바두 | 마요르카        | 28        | 15   | 0.53          |
| 1989–90   | 미겔 바스톤 | 레알 부르고스   | 38        | 24   | 0.63          |
| 1990–91   | 프란시스코 리아뇨 | 세스타오        | 38        | 27   | 0.71          |
| 1991–92   | 호세 가르멘디아 | 에이바르        | 38        | 22   | 0.58          |
| 1992–93   | 마우로 라브니치 | 례이다          | 38        | 19   | 0.50          |
| 1993–94   | 토니 히메네스 | 에스파뇰        | 38        | 25   | 0.66          |
| 1994–95   | 프란시스코 레알 | 메리다          | 38        | 19   | 0.50          |
| 1995–96   | 호세 가르멘디아 | 에이바르        | 36        | 30   | 0.83          |
| 1996–97   | 에밀리오 로페스 | 바다호스        | 37        | 22   | 0.61          |
| 1997–98   | 프란시스코 레알 | 알라베스        | 39        | 22   | 0.56          |
| 1998–99   | [[파일:{{{국기그림-연방}}}\|22x20px\|border \|유고슬라비아 사회주의 연방공화국\|링크=유고슬라비아 사회주의 연방공화국]] 젤리코 치코비치 | 라스 팔마스     | 34        | 25   | 0.73          |
| 1999–2000 | 누누 이스피리투 산투 | 메리다          | 41        | 31   | 0.75          |
| 2000–01   | 세사르 케사다 | 레크레아티보    | 38        | 23   | 0.61          |
| 2001–02   | 마누엘 알무니아 | 에이바르        | 35        | 19   | 0.56          |
| 2002–03   | 안드레아스 라인케 | 무르시아        | 40        | 21   | 0.53          |
| 2003–04   | 토뇨 | 레크레아티보    | 28        | 19   | 0.68          |
| 2004–05   | 아르만도 리베이로 | 카디스          | 40        | 26   | 0.65          |
| 2005–06   | 로베르토 페르난데스 | 스포르팅 히혼   | 38        | 31   | 0.82          |
| 2006–07   | 알베르토 | 바야돌리드      | 35        | 28   | 0.80          |
| 2007–08   | 카를로스 산체스 | 카스테욘        | 33        | 27   | 0.82          |
| 2008–09   | 다비드 코베뇨 | 라요 바예카노   | 40        | 35   | 0.88          |
| 2008–09   | 클라우디오 브라보 | 레알 소시에다드 | 32        | 28   | 0.88          |
| 2009–10   | 비센테 과이타 | 레크레아티보    | 30        | 24   | 0.80          |
| 2010–11   | 안드레스 페르난데스 | 우에스카        | 31        | 26   | 0.84          |
| 2011–12   | 하이메 히메네스 | 바야돌리드      | 40        | 36   | 0.90          |
| 2012–13   | 마누 에레라 | 엘체            | 39        | 25   | 0.64          |
| 2013–14   | 샤비 이루레타 | 에이바르        | 40        | 27   | 0.67          |
| 2014–15   | 이반 쿠에야르 | 스포르팅 히혼   | 36        | 21   | 0.58          |
| 2015–16   | 이사크 베세라 | 지로나          | 42        | 28   | 0.67          |
| 2016–17   | 라울 페르난데스 | 레반테          | 33        | 22   | 0.67          |
| 2017–18   | 알베르토 시푸엔테스 | 카디스          | 42        | 29   | 0.69          |
| 2018–19   | 후이 실바 | 그라나다        | 40        | 27   | 0.68          |
| 2019–20   | 무니르 모하메디 | 말라가          | 40        | 27   | 0.68          |
| 2020–21   | 디에고 로페스 | 에스파뇰        | 40        | 25   | 0.63          |
| 2021–22   | 페르난도 마르티네스 | 알메리아        | 41        | 33   | 0.80          |
| 2022–23   | 라울 페르난데스 | 그라나다        | 29        | 19   | 0.66          |
| 2023–24   | 디에고 콘데 | 레가네스        | 39        | 26   | 0.67          |

* 가야르도는 예비 수상자로 사후에 수상되었다.

### 통계

#### 선수별
| 선수            | 수상 횟수 | 시즌             |
| --------------- | --------- | ---------------- |
| 호아킨 페레르   | 2         | 1985–86, 1987–88 |
| 호세 가르멘디아 | 2         | 1991–92, 1995–96 |
| 프란시스코 레알 | 2         | 1994–95, 1997–98 |
| 라울 페르난데스 | 2         | 2016–17, 2022–23 |

#### 구단별
| 구단            | 선수 | 합계 |
| --------------- | ---- | ---- |
| 에이바르        | 3    | 4    |
| 레크레아티보    | 3    | 3    |
| 카디스          | 2    | 2    |
| 에스파뇰        | 2    | 2    |
| 메리다          | 2    | 2    |
| 무르시아        | 2    | 2    |
| 세스타오        | 2    | 2    |
| 스포르팅 히혼   | 2    | 2    |
| 바야돌리드      | 2    | 2    |
| 말라가          | 2    | 2    |
| 그라나다        | 2    | 2    |
| 알라베스        | 1    | 1    |
| 바다호스        | 1    | 1    |
| 레알 부르고스   | 1    | 1    |
| 카스테욘        | 1    | 1    |
| 엘체            | 1    | 1    |
| 피게레스        | 1    | 1    |
| 지로나          | 1    | 1    |
| 우에스카        | 1    | 1    |
| 라스 팔마스     | 1    | 1    |
| 레반테          | 1    | 1    |
| 례이다          | 1    | 1    |
| 마요르카        | 1    | 1    |
| 라요 바예카노   | 1    | 1    |
| 레알 소시에다드 | 1    | 1    |
| 레가네스        | 1    | 1    |

#### 국가별
| 국가         | 선수 | 합계 |
| ------------ | ---- | ---- |
| 스페인       | 29   | 33   |
| 모로코       | 2    | 2    |
| 포르투갈     | 2    | 2    |
| 크로아티아   | 1    | 1    |
| 유고슬라비아 | 1    | 1    |
| 칠레         | 1    | 1    |
| 독일         | 1    | 1    |

## 같이 보기
- 돈 발론 상
- 피치치
- 트로페오 미겔 무뇨스
- 발롱도르

## 참조
1. ↑  아이스하키의 평균실점률이나 야구의 평균자책점 산정 방식과 유사하다.
2. 1 2  마르카는 1970-71 시즌과 1972-73 시즌에 복수의 수상자를 발표했다. 수상자 둘 중 한 명은 최저 실점률 골키퍼로, 다른 한 명은 가장 실점이 적은 골키퍼로 선정했다.
3. 1 2  규정 적용의 착오로 인해 본래 수상자가 되어야 할 아르헨티나의 호르헤 달레산드로 골키퍼는 당시 수상받지 못했다. 달레산드로는 2019년이 되어서야 공식적으로 상을 받을 수 있었다.[1]
4. ↑  1992-93 시즌에는 두 골키퍼가 0.01자리까지 경기당 실점률에서 동률을 이루었다. 동률인 선수들 간의 순위를 정하기 위해 출장 횟수를 고려할 경우, 리아뇨가 더 많이 출전해 유리했다. 0.001의 자리까지 경기당 실점률을 고려할 경우 카니사레스가 경기당 실점률이 더 낮아 유리했다. 마르카는 두 선수 모두에게 트로피를 수여했다.